# Grauballe
Grauballe er en by i Midtjylland med 937 indbyggere  (2024), beliggende i Svostrup Sogn. Byen ligger i Region Midtjylland og hører til Silkeborg Kommune.
Oldtidsmennesket Grauballemanden, som levede i jernalderen, blev fundet i en mose nær Grauballe.
Grauballegård er en hovedgård.
Tidligere lå Grauballe i Hids Herred.
Grauballe Bryghus blev grundlagt i 2002.